# 十送红军 (歌曲)
《十送红军》是一首由张士燮作词、朱正本作曲于1961年创作的以送别红军长征为题材的歌曲。常被认为是一首江西民歌，但其实此歌是由张士燮、朱正本根据陈裕光整理的兴国客家山歌《送郎调》（采茶戏中的《长歌》）改编创作的一首江西民歌风格的歌曲。2001年播出的电视连续剧《长征》曾使用此曲作为插曲和片尾曲。宋祖英演唱的片尾曲，亦是此歌最为知名的演唱版本。
该曲虽名为“十送红军”，但只有“六送”（一、三、五、七、九、十），并非歌曲曾被删减，而是创作时只写了“六送”，为的是避免歌曲显得太于“絮烦”了。但即使只有“六送”该曲仍比较长（要想完整唱下来，要近15分钟）。后来创编《东方红》时，也是因为曲长的问题没被使用。电视剧《长征》片尾曲则只有四送“四送”（一、七、九、十）。

## 创作背景
1960年，时任中国人民解放军空军司令员刘亚楼在出访朝鲜期间，欣赏了大型歌舞史诗《三千里江山》，其中多数曲目都是战争年代歌舞改编而成，朝鲜战士的表演给刘亚楼留下了深刻的印象。刘亚楼一行回国途径沈阳时，在沈阳军区的招待晚会上又听到了中国军人演唱的四首革命历史歌曲。1961年，刘亚楼在杭州开会时见到了空政文工团副团长张双虎，要求空政文工团多演唱革命歌曲，以对年轻人进行革命传统教育，并给空政文工团布置下在三个月内创作一台革命历史歌曲晚会的任务，而且要采集革命历史歌曲，不能新创作歌曲。
虽然晚会歌曲搜集本着“采集革命历史歌曲，不新创作”的原则进行，但由于关于红军开始长征时根据地人民送别红军的情景的歌曲没有找到合适的，所以当时负责文字、音乐、舞蹈创作的张士燮、朱正本等人创作了《十送红军》。当年，随着《革命历史歌曲表演唱》公演，此曲一炮而红。

## 镇巴县版
陕西省汉中市镇巴县《十送红军》版本的曲调为民歌“绣荷包”。除地名不同外，多处内容与张士燮、朱正本版本相似。而且“一送”至“十送”完整。